# Cordélia (film)
Pour les articles homonymes, voir Cordélia.
Pour plus de détails, voir Fiche technique et Distribution.
Cordélia est un film québécois réalisé par Jean Beaudin et sorti en 1980.

## Synopsis
Au cours des années 1890, dans le village rural québécois de Saint-Canut, Cordélia Viau, organiste, et Samuel Parslow, homme à tout faire et amant présumé de Cordélia, sont accusés du meurtre de Isidore Poirier, le menuisier du village et mari de Cordélia.  Cordélia et Samuel se retrouvent condamnés à être pendus après un procès remplis d'irrégularités par les autorités juridiques dont l'opinion de la population du village au sujet des accusés a influencé le verdict.

## Autour du film
Cordélia est le quatrième long-métrage de Jean Beaudin.  Le succès de J.A. Martin photographe, son film précédent, a permis à Beaudin d'asseoir sa réputation après des débuts un peu laborieux.  
Le film adapte un livre de Pauline Cadieux, La Lampe dans la fenêtre.  Publié en 1976, il relate un fait divers qui avait défrayé la chronique de la fin du XIXe siècle.  Le livre, tout comme le film, soutient la thèse de l'erreur judiciaire et prend la défense des accusés.
Le rôle-titre du film est attribué à Louise Portal, qui obtient ainsi son premier rôle majeur au cinéma.  Au Québec, Cordélia sort en février 1980 et est accueilli par une critique respectueuse, à défaut d'être pleinement enthousiaste.
Lors de la première remise des prix Génie en 1980, le film récolte sept nominations, dont celles du meilleur film et de la meilleure actrice.  Il repart avec un seul trophée, celui des meilleurs costumes, attribuée à Louise Jobin. 
Quelques mois plus tard, un autre film québécois, L'Affaire Coffin, réalisé par Jean-Claude Labrecque, portera aussi sur une décision judiciaire très controversée : la condamnation de Wilbert Coffin au cours des années 1950.  

## Fiche technique
- Réalisation : Jean Beaudin
- Scénario : Jean Beaudin, d'après le livre La lampe dans la fenêtre de Pauline Cadieux
- Production : National Film Board of Canada[1]
- Lieu de tournage : Dorion, Québec
- Image : Pierre Mignot
- Costumes : Louise Jobin
- Musique : Maurice Blackburn
- Montage : Jean Beaudin
- Format : 35 mm - couleur
- Durée : 116 minutes
- Date de sortie : 
  - Canada: 7 février 1980

## Distribution
- Louise Portal : Cordelia Viau
- Gaston Lepage : Samuel Paslow
- Raymond Cloutier : Me Jos Fortier
- Gilbert Sicotte : Me Jean-Dominique Leduc
- James Blendick : bourreau Radcliff
- Pierre Gobeil : Isidore Poirier
- Marcel Sabourin : shérif Lapointe
- Claude Gauthier : curé Pineau
- Jean Duceppe : juge Ouimet
- Doris Lussier : juge Blanchet
- Gratien Gélinas : juge Bossé
- Raymond Bouchard : procureur Mathieu
- Lionel Villeneuve : monsieur Bouvrette
- Olivette Thibault : madame Bouvrette
- Michelle Rossignol : madame Neveu
- Pierre Daignault : joueur de dames
- Jean Archambault : le greffier

## Accueil critique
Dans La Presse, Luc Perreault offre un point de vue nettement favorable.  Pour lui, « sur le plan formel, Cordélia est une splendeur » et il juge la performance de Louise Portal « éblouissante ».  Il conclut en déclarant « il faut voir Cordélia ». 
Manon Péclet, de l'hebdomadaire Dimanche-Matin, a aussi de bons mots pour Louise Portal, qu'elle voit comme « parfaitement bien amalgamée au personnage ».  Globalement, elle juge que « Cordélia est une œuvre soignée et bizarrement, peut-être même un peu trop: quelquefois l'âme a une certaine difficulté à y transpirer ».
« Trop d'esthétisme », déclare de son côté Louis-Guy Lemieux du Soleil de Québec. Pour Léo Bonneville, de la revue Séquences,  c'est la seconde partie qui « laisse le spectateur insatisfait » tandis que, selon Richard Gay du Devoir, « l’ensemble de la réalisation manque de vie, de souffle, de relief et d’impact ».  Tous reconnaissent cependant la qualité de la photographie et le soin apporté à la reconstitution d'époque.

## Nominations et récompenses
- Meilleurs costumes lors des Prix Génie 1980
- Nommé à six reprises lors des Prix Génie[2]